# Ирбейское
Ирбейское — село в Красноярском крае, административный центр Ирбейского района. Также является административным центром Ирбейского сельсовета.

## География
Расположено на берегу реки Кан рядом с железнодорожной станцией Ирбейская (на линии Тайшет — Саянская).

## История
Основано в 1710 году. В селе имеется краеведческий музей. Выходит газета «Ирбейская правда».

## Население
| 1939 | 1959  | 1970  | 1979  | 1989  | 2002  | 2010  |
| ---- | ----- | ----- | ----- | ----- | ----- | ----- |
| 2984 | ↗3007 | ↗4870 | ↘4626 | ↗5109 | ↘4755 | ↘4687 |